# Агнесса Лоонская
 Агнесса Лоон  (нем. Agnes von Loon; ок. 1150, Лоон — 26 марта 1191, 
Вартенберг, Бавария) — супруга (с 1169 года) пфальцграфа, а затем герцога Баварии Оттона I Виттельсбаха, герцогиня Баварии в 1180—1183 гг. В период между 1183 и 1191 годами являлась фактическим регентом Баварского герцогства при своём несовершеннолетнем сыне Людвиге I.

## Биография
Агнесса была дочерью графа Лоон Людовика I (ум. 1171), также являвшегося графом Ринек и бургграфом Майнца, и Агнессы Мецской . Около 1169  году Агнесса Лоон вышла замуж за пфальцграфа Баварии Оттона VI (V) Виттельсбаха, ставшего в 1180 году герцогом Баварии. В браке родились девять детей:
- Отто (1169—1181);
- София (1170—1238), с 1196 г. супруга ландграфа Германа I Тюрингского (1152—1217);
- Эйлика (I) (род. 1171), с 1184 г. супруга графа Дитриха фон Вассербург (ум. 1206);
- Агнесса (1172—1200), с 1186 г. супруга графа Генриха фон Плаин (ум. 1190);
- Рихарда (1173—1231), с 1186 г. супруга графа Оттона I Гельдернского (ум. 1207);
- Людвиг I (1173—1231), герцог Баварии в 1183—1231 гг.;
- Эйлика (II) (род. 1176), с 1190 г. супруга графа Адельберта III фон Диллинген (ум. 1214);
- Елизавета (род. 1178), супруга Бертольда II (ум. 1204), графа фон Фобург и маркграфа фон Хам;
- Матильда (ок. 1180—1231), с 1209 г. супруга Рапото II (1164—1231), пфальцграфа Баварии, графа Ортенбург и Крайбург.

После смерти своего супруга в 1183 году герцогиня Агнесса совместно с братьями герцога Оттона I Фридрихом и Конрадом, архиепископом Зальцбурга приняла деятельное участие в управлении государством, находившемся не в самых лучших внутри- и внешнеполитических условиях. Её сыну, герцогу Людвигу I, было всего 10 лет; сами Виттельсбахи хотя и являлись богатым и знатным родом, давно связанным с Баварией, превосходящим влиянием в стране ещё не обладали. Политическая карта Баварии в конце XII века представляла собой пёструю картину из владений многочисленных местных феодалов. Целью многих из них было получение имперского княжеского достоинства. Ещё более опасными противниками герцогской власти, чем династы были епископы. Проявив себя как энергичная, политически одарённая и интересующаяся литературой женщина, Агнесса Лоон сыграла важную роль в признании (хоть и формальном) герцогской власти Виттельсбахов в лице её несовершеннолетнего сына Людвига I.
Герцогиня Агнесса Лоон скончалась в 1191 году и была погребена в монастыре Шейерн.